# 高雄市公車小港幹線
高雄市公車小港幹線（69），由港都客運營運，分為A、B、C三線。起點站皆為小港站，終點站皆為高雄車站。
- 高雄市公車69A路，為正常路線。
- 高雄市公車69B路，延駛明鳳三街。
- 高雄市公車69C路，繞駛學明社區。

平日有十班次延駛學明社區，一班次延駛大坪頂。星期一18:00後，因桂陽路夜市，改道:孔鳳路、桂華街、德仁路、明聖街。

## 歷史
- 2019年9月1日：從一般公車升為幹線公車[2]
- 2021年9月1日：「高雄火車站（捷運高雄車站）」更名為「高雄車站（中山路）」、「林森路口」站更名為「建國林森路口」。
- 2022年10月29日：高雄站東路通車，「六合夜市（大港埔）」去程、「中山一路口」、「建國林森路口」取消，新增「七賢二路」、「自立路口」、「高雄中學」。
- 2023年3月1日：新增69C小港幹線（繞駛學明）路線。

## 停站
參見右側路線圖